# 希頓 (亞利桑那州)
希頓（英語：Heaton）是位於美國亞利桑那州皮納爾縣的一個非建制地區。該地的面積和人口皆未知。

## 地理
希頓的座標為33°04′44″N 112°08′05″W / 33.07889°N 112.13472°W，而該地的平均海拔高度為365米（即1197英尺）。